# Veles (bog)
Veles ali Volos je bil slovanski bog, ki je bil hkrati bog podzemlja in bog bogastva, obenem pa tudi bog živine in vojne in je lahko prevzemal podobo zmaja, kače, bika ali volka. Podobno kakor nordijski Odin je tudi Veles bog čarovništva in verjetno tudi bog poezije. V krščanstvu je bil Veles delno nadomeščen z raznimi svetniki (Sveti Blaž, Sveti Vlaho, Sveti Nikolaj, Sveti Valentin, morda Sveti Mihael in drugi), deloma pa poistoveten s hudičem.

## Splošni atributi
Imena Veles, Volos in Volin izhajajo iz starega indoevropejskega imena *Welņos. Koren *wel- ni zadovoljivo pojasnjen; ena od možnosti je, da je ta koren povezan z volno. Litovski velinas pomeni hudiča, vele pa dušo umrlega, germanska Wallhala je prav tako kraj umrlih, Tacit omenja kelstsko prerokinjo Veledo, staroirski izraz felmac pa pomeni glasbenika oziroma poeta. Po Gimbutasovi bi lahko bilo ime Veles sestavljeno iz vel in es, pri čemer naj bi bil es soroden keltskemu es iz imena volovskega božanstva Esus, nadalje vedskemu izrazu asura in nordijskemu izrazu  aesir.
Velesa lahko primerjamo s skandinavskim demonom Volsijem, ki naj bi bil enak grškemu Priapu, z baltskim demonom Velnsom/ Pikulasom/ Velniasom in Velionisom, podoben pa je tudi grškima Panu in Hermesu. Po imenu je soroden indijskemu Vali, ki vlada Panijem., pa tudi Varuni. V svoji kačji podobi je podoben egiptovski kači Apofisu, vedski kači Vritri, mezopotamski kači Tiamat, hebrejski pošasti Leviatanu in grškemu Tifonu.
S Perunom predstavljata dvojico nasprotij. Kadar je Veles ogrozil rodovitnost in eksistenco, je prišlo do boja med njim in Perunom. Kadar se med seboj spopadeta, zmaga Perun, potem pa pada dež ali zlata pšenica. Predstavljal je prevsem htonske sile in zato so mu v nasprotju s Perunom svetišča postavljali v dolinah. Velesu posvečena žival je volk, ki je nočni ropar in nasprotnik Sonca, z njim so povezani tudi kača, bik, vol in črni petelin. Veles in Perun pa ne predstavljata le nasprotja, ampak se v določenih pogledih tudi dopolnjujeta. Tako je njun skupni imenovalec v določenem pogledu npr. plodnost, pa tudi dajanje prisege. Stari Rusi so hkrati prisegali pri Perunu in Velesu, kar kaže, da sta bila med seboj povezana. Preden so se začeli Slovani bojevati, so se zaklinjali pri orožju in prisegali pri obeh bogovih: »Zavežemo se s prisego pred bogom v katerega verujemo - Perunom in pred Volosom...«  Ruski naziv skotii bog je mogoče prevajati kot bog živali,  kot bog živine, lahko pa tudi kot bog bogastva, saj gotski scatts in neški schatz pomenita »zaklad«.
Veles je povezan tudi s slovanskim mitološkim ciklom Gospodarja volkov. Ta mitološki cikel najdemo pri vseh Slovanih. Sivi šepavi volk iz tega cikla, ki naj bi vodil trope lačnih volkov, naj bi kazal prav na boga smrti in podzemlja- Velesa. Raziskava Mirjam Mencej je pokazala, da je Gospodar volkov v slovanski mitologiji najverjetneje Veles, med tem ko volčji pastir Sv. Jurij (Jarilo, Jarovit) ni manifestacija Peruna, ampak mitološko bitje, ki je prisiljeno nastopati v vlogi namestnika Gospodarja volkov.

## Veles na zahodu in jugu
V ohranjenih virih Velesa zanesljivo srečamo le pri Vzhodnih Slovanih, kar pa ne pomeni, da ga Slovani na zahodu  in jugu niso poznali.  Z Velesom je pri zahodnih Slovanih povezano mesto Volin, pa tudi ime plemena Veletov. Pri južnih Slovanih so z njim povezani makedonsko mesto Veles, zaselek Veles v zahodni Srbiji, vas Velesnica na Donavi, vas Velesovo v Črni gori, vas Velestovo v Makedoniji, srbski hribi Veleš in Vilinac, podrinjska hriba Zmajevac in Veleš, verjetno tudi slovensko mesto Velenje, med tem ko gorenjski zaselek Velesovo naj ne bi bil povezan z njim  Nad vasjo Velestovo ob vzhodni obali Ohridskega jezera se nahaja vrh Triglauš, v zahodno-slovanskem mestu Volin (»Velesovo mesto«) pa so častili Triglava, zato je Triglav v veliki meri istoveten z Velesom.

## Veles pri Slovencih
Z Velesom je morda povezana slovenska ljudska pesem, pri kateri so pastirji, ko so prvič gnali na pašo, pod gabrom molili: »Sveti Velko, brani mojo belko, sveti Češko, daj ji vime težko, Sveti Jurij, ti pa nam zakuri.«  Tudi če Velko ni Veles, je z njim povezan. Vlado Nartnik je pokazal, da pesem Kaznovana birtinja, ki govori o dvojici svetnikov Sv. Peregrinu in Sv. Valentinu dejansko govori o funkcijah Peruna in Velesa, na imena božanstev pa spominjajo tudi v pesnitvi izbrana imena svetnikov.
Pri Slovencih je vloga Peruna v veliki meri prešla na Kresnika, če slednji ni bil celo istoveten z njim. Kresnikov nasprotnik je tudi Trdoglav/Krutoglav/Potoglav. Trdoglav  ima pomembno vlogo pri prisegah, saj si lahko tako kakor Veles vzame dušo kršitelja prisege. Kresnikov nasprotnik je tudi troglavi Pegam, ime Trdoglav pa bi lahko izhajalo iz Troglav ali Triglav. v vseh teh imenih lahko vidimo apelativ za Velesa. Velesu istovetni Kresnikovi nasprotniki imajo pogosto tudi imena, ki so povezana z besedo Veles, npr. velikan iz Velenja, velikan Vouvel, kačji kralj Babilon, ostala imena zanj pa so pri Slovencih verjetno Črt, Ses, Vož, Zmaj.